# Anetan
Anetan ist ein Distrikt im Norden des Inselstaates Nauru. Er grenzt an Ewa im Westen und an Anabar im Osten. Er ist 1,0 km² groß und von 795 Menschen bewohnt.
Anetan bedeutet gemäß Paul Hambruch „Mangrove“, was darauf schließen lässt, dass es einst ausgedehnte Mangrovenwälder gab; die Mangroven sind aber, wie die meisten Baumlandschaften, bedingt durch den Phosphatabbau an der Küste verschwunden.

## Historische Dörfer
Bis 1968 war der heutige Distrikt Anetan ein Gau, welcher aus 12 historischen Dörfern bestand.
- Anebweyan
- Anuuroya
- Atedi
- Eatebibido
- Eatedeta
- Eateduna
- Ibwerin
- Mediteru
- Mererawua
- Mwea
- Ngengan
- Ronawi

## Persönlichkeiten
- Marcus Stephen (* 1969), Gewichtheber, Politiker und ehemaliger Präsident von Nauru